# 垣田恵利
垣田 恵利（かきた えり、1986年10月20日 -）は兵庫県宍粟市出身の日本の柔道家。52kg級の選手。身長は160cm。組み手は右組み。得意技は大外刈。
弟は90kg級で活躍している垣田恭兵。

## 経歴
柔道は6歳の時に一宮柔道教室で始めた。中学3年の時に1学年下の弟とともに地元の中学から強豪校の藍中学校へ転校した。さらに市立尼崎高校へ進むが、この当時大きな実績はなかった。阪神柔道協会に所属していた2005年の全日本ジュニアでは52kg級決勝で日本大学の粟野壽子に敗れるも2位になった。アジアジュニアでは81kg級の弟とともに姉弟優勝を飾った。
武庫川女子大学へ進学すると、2年の時には学生体重別の決勝で天理大学の村口みきに敗れて2位だった。講道館杯では決勝まで進むも、階級を上げてきたばかりの渋谷教育学園渋谷高校3年の中村美里に小外刈の技ありで敗れた。続く青島国際でシニアの国際大会初優勝を飾った。ベルギー国際では2位にとどまった。3年の時には体重別で3位になった。4年の時にはアジア選手権で3位だった。
2010年には兵庫県警の所属となると、2012年の全国警察柔道選手権大会では当時52kg級が設置されていなかったので2階級上の63kg級に出場して2位となった。2013年の講道館杯では3位だった。2015年の全国警察柔道選手権大会では新設された自身の階級である52kg級で優勝を飾った。講道館杯では8年ぶりに決勝まで進むも、了徳寺学園職員の西田優香に指導2で敗れて2位だった。2016年の全国警察柔道選手権大会では2連覇を達成した。2017年には3連覇を果たした。

## 主な戦績
- 2005年 -　全日本ジュニア　2位
- 2005年 -　アジアジュニア　優勝
- 2007年　- 学生体重別　2位
- 2007年　- 講道館杯　2位
- 2007年　- 青島国際　優勝
- 2008年　- ベルギー国際　2位
- 2008年　- 体重別　3位
- 2009年　- アジア選手権　3位
- 2012年 -　全国警察柔道選手権大会　2位63kg級
- 2013年　- 講道館杯　3位
- 2015年 -　全国警察柔道選手権大会　優勝
- 2015年　- 講道館杯　2位
- 2016年 -　全国警察柔道選手権大会　優勝
- 2017年 -　全国警察柔道選手権大会　優勝

(出典、JudoInside.com)